# 片岡華江
片岡 華江（かたおか かこう、1889年（明治22年）8月20日 - 1977年（昭和52年）10月22日）は、螺鈿師、蒔絵師。本名は照三郎。東京都出身。

## 経歴
- 1889年（明治22年）東京都台東区浅草の螺鈿師の家に生まれる。
- 1905年（明治38年）東京美術学校教授、川之邊一朝に学び、螺鈿装飾を始める。
- 1912年（大正元年）大正天皇並びに皇后御料車内部と食堂車の鏡縁の螺鈿装飾を担当。
- 1914年（大正3年）から1943年（昭和18年）まで、東京美術学校漆工科の螺鈿彫鏤技術の講師を務めた。
- 1929年（昭和4年）神宮式年遷宮にて、神宮司庁の監修により御櫛函、轆轤函の銀平文、雲鳥文を制作。
- 1957年（昭和32年）無形文化財保存技術者に認定される。
- 1964年（昭和39年）中尊寺金色堂の保存修理に従事。
- 1966年（昭和41年）勲五等瑞宝章を受賞。
- 1977年（昭和52年）急性心不全のため高津中央病院で死去。享年88。